# Tenore Carlo IX
Il tenore Carlo IX è una viola tenore costruita da Andrea Amati nel 1574 e destinata alla corte di Francia. Lo strumento, sopravvissuto alla Rivoluzione francese, è conservato in ottime condizioni presso l'Ashmolean Museum di Oxford.

## Storia
La viola è stata costruita come parte di un'ordinazione di trentotto strumenti (12 violini piccoli, 12 violini grandi, 6 tenori e 8 bassi), commissionati ad Amati da Carlo IX di Francia intorno al 1565. Si presume che tale ordinazione fosse stata fatta sotto l'influenza della madre del giovane sovrano (allora soltanto quindicenne) e reggente, Caterina de' Medici. Caterina infatti amava l'arte e il lusso e aveva gusti molto raffinati, organizzava feste all'italiana nelle quali impiegava musicisti italiani, i quali necessitavano di strumenti della migliore qualità: a questo scopo, essa conosceva sicuramente la grandissima reputazione di Amati.
Gli strumenti di Amati sono stati conservati nella Cappella Reale della reggia di Versailles fino al 1789, quando allo scoppio della Rivoluzione francese vennero in buona parte distrutti e persi nei tumulti: sono sopravvissuti solo il tenore e un violino del 1564. Dopo alcuni passaggi di mano nell'Ottocento, la viola è arrivata alle liuterie Hill nel 1921 e poi è passata all'Ashmolean Museum, presso cui è tuttora esposta.

## Caratteristiche
La viola tenore, come gli altri strumenti destinati alla corte, aveva il fondo decorato con lo stemma della corona francese e riportava sulle fasce il motto Pietate et Iustitia. È uno strumento di qualità eccellente, dal suono ricco e profondo, ed è conservata in ottime condizioni.